# Pleophragmia ontariensis
Pleophragmia ontariensis är en svampart som tillhör divisionen sporsäcksvampar, och som beskrevs av Roy Franklin Cain. Pleophragmia ontariensis ingår i släktet Pleophragmia, och familjen Sporormiaceae. Arten är reproducerande i Sverige.